# Ambatosola
Ambatosola is een plaats en commune in het zuiden van Madagaskar, behorend tot het district Bekily, dat gelegen is in de regio Androy. Tijdens een volkstelling in 2001 telde de plaats 7.510 inwoners.
83% van de bevolking werkt als landbouwer en 16,5% houdt zich bezig met veeteelt. De belangrijkste landbouwproducten zijn rijst en pinda's; een ander belangrijk product is maniok. Verder is 0,5% van de bevolking werkzaam in de dienstensector.